# Lauter-Bernsbach
Lauter-Bernsbach is een stad in de Duitse deelstaat Saksen, die op 1 januari 2013 door de fusie van de stad Lauter/Sa. met de gemeente Bernsbach gevormd werd.

## Geografie

### Ligging
De stad Lauter-Bernsbach ligt in het Schwarzwassertal. De beide oorspronkelijk als waldhufendorf aangelegde ortsteilen Lauter en Bernsbach liggen in twee zijdalen, die naar de toppen Morgenleithe en Spiegelwald leiden. Door de stad verloopt de Bundesstraße 101 als Silberstraße. Lauter-Bernsbach is met een station aan de Regionalbahn-verbinding Zwickau–Johanngeorgenstadt aangesloten.

### Stadsindeling
De stad Lauter-Bernsbach bestaat uit de ortsteilen Lauter, Bernsbach en Oberpfannenstiel. In de stad wonen ongeveer 9100 inwoners op een oppervlakte van circa 30 km². 

### Buurgemeenten
Buurgemeenten zijn de Großen Kreisstädte Aue (Saksen) en Schwarzenberg/Erzgeb., de steden Lößnitz en Grünhain-Beierfeld alsmede de gemeente Bockau.